# Crisografia

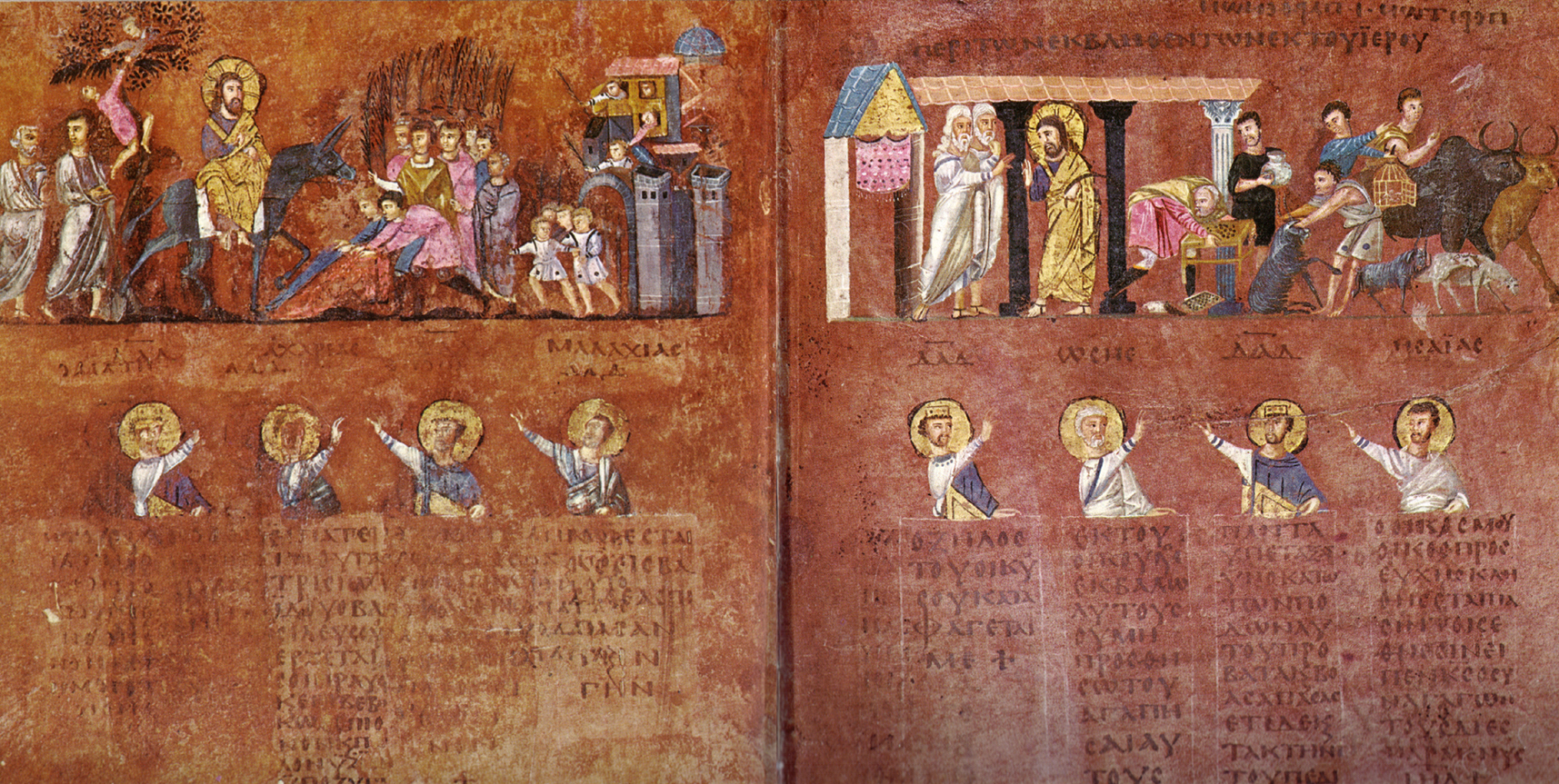
Pagina del Codex Purpureus Rossanensis

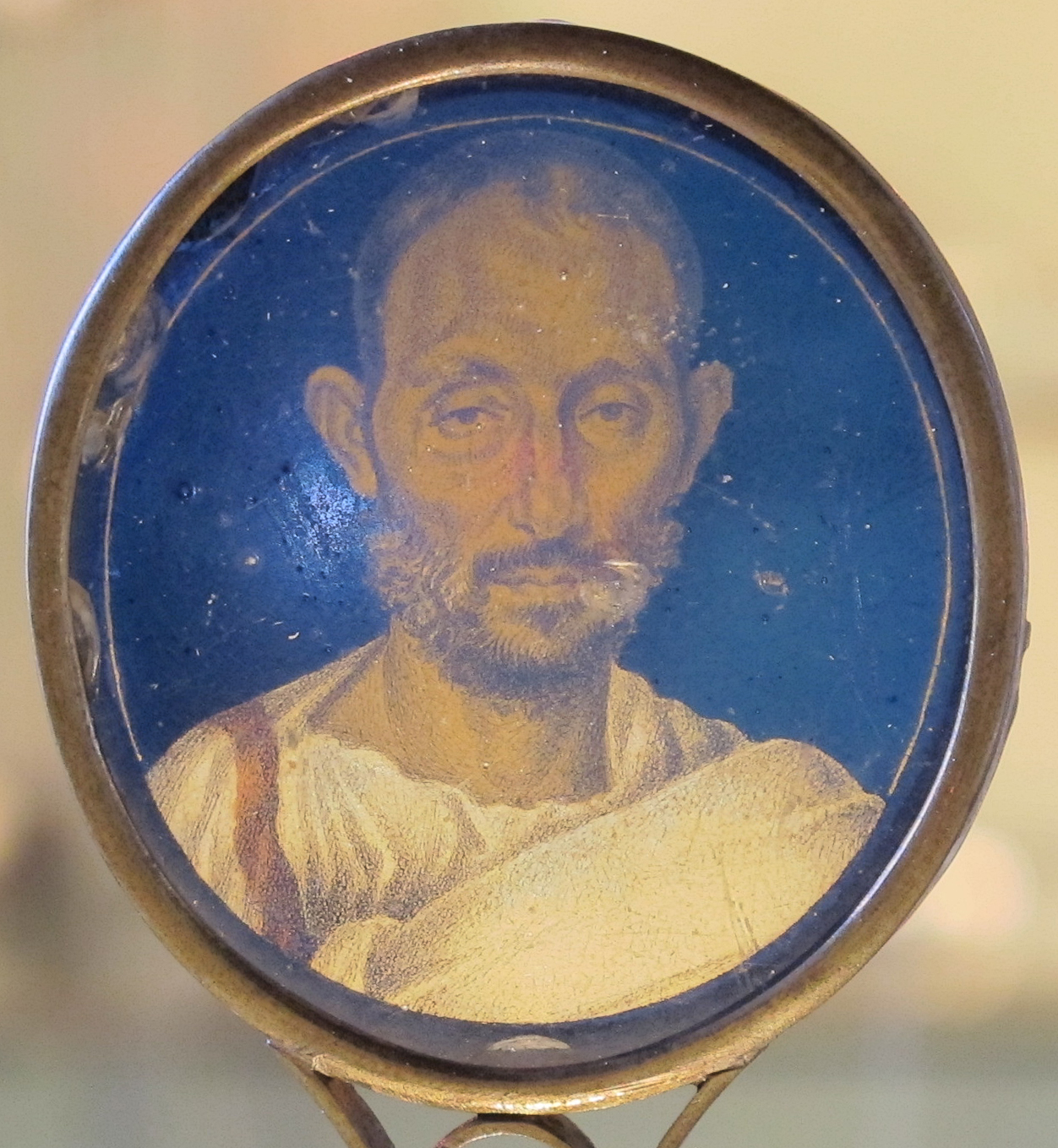
Medaglione con ritratto maschile in crisografia di provenienza ignota di tarda epoca romana imperiale. Foglia d’oro incisa e dipinta tra due strati di vetro, III-IV secolo d.C., Museo archeologico nazionale Gaio Cilnio Mecenate, Arezzo

In miniatura il termine può essere utilizzato sia per indicare l'uso di un inchiostro dorato per vergare la scrittura, sia per l'uso di miniare alcune lettere, tipicamente i capilettera, in oro o in argento.
A tal scopo, per far risaltare meglio la preziosità dell'inchiostro si adoperava talora una pergamena appositamente trattata, tinta in un colore scuro, per lo più porpora, ma anche in azzurro. Nell'arte iconografica, la crisografia veniva spesso usata per far risaltare le pieghe dei panneggi (agemina).
Questa pratica ha probabilmente un'origine orientale: il suo impiego più ovvio e immediato è legato alla trascrizione del testo sacro, e per questo se ne avvalsero sia i Cristiani, sia gli Ebrei, sia i Musulmani. La prima attestazione dell'uso della crisografia è contenuta nella Lettera di Aristea: quando Tolomeo Filadelfo chiese una copia della Bibbia ebraica per farla tradurre in greco antico, il sommo sacerdote di Gerusalemme gli inviò un rotolo vergato con lettere d'oro. La crisografia fu applicata dapprima a libri su papiro: il Papiro Leyden, un papiro alchemico del IV secolo d.C., contiene 17 ricette per preparare l'inchiostro aureo.
Nel IV secolo la pratica di scrivere in oro era già abbastanza diffusa: è nota la polemica che Girolamo rivolse contro di essa, lamentando che «mentre le pergamene sono tinte in porpora, le lettere vergate in oro e i libri ricoperti di gemme, Cristo vien lasciato nudo fuori dalla porta». Le accuse contro la crisografia sono antiche almeno quanto la pratica stessa: per esempio, nell'ebraico Trattato per gli scribi alcuni autori ebrei biasimavano la crisografia, proibendo l'uso di rotoli crisografici nelle sinagoghe. Non si può escludere che, oltre al sospetto di idolatria di un oggetto che poteva ricordare il vitello d'oro e quindi di mercificazione della parola sacra, vigesse contro la crisografia il rischio che oggetti di tale preziosità potessero essere rubati o distrutti per l'oro presente in essi.
Per la sua valenza altamente simbolica, la crisografia fu relativamente diffusa anche nella cancelleria imperiale di Bisanzio per documenti di particolare importanza (in linea di massima, lettere a potenze straniere) tra X e XI secolo.

Tale pratica fu tenuta altamente in conto: Simeone Logoteta racconta che l'imperatore Antemio vi si dedicava nel periodo precedente all'accesso al trono.

Il declino della crisografia iniziò intorno al XII-XIII secolo e fu favorito dalla crescente affermazione della carta come materiale librario.
Tra gli esempi di codici vergati in crisografia, si annoverano il cosiddetto Corano blu di Qayrawan, una copia su pergamena tinta in azzurro scuro dell'XI secolo; il Codex Argenteus; il Codice Purpureo di Rossano.